# Thomasomys antoniobracki
Thomasomys antoniobracki — вид сигмодонтових гризунів родини Cricetidae, відомий у Перу. Вид названий на честь перуанського еколога Антоніо Брака Егга.